# Estanys de Baiau
Estanys de Baiau (Spanisch: Lagos de Baiau) ist die Bezeichnung zweier Gletscherrandseen im Gemeindegebiet von Alins (Comarca Pallars Sobirà, Katalonien, Spanien), knapp 1 km an der Grenze zu Andorra, im Gebirge Pyrenäen.
Die Seen befindet sich im Parc Natural de l'Alt Pirineu auf einer Höhe von 2481 m und haben eine Wasseroberfläche von 1,28 km².